# Slip and slide
Slip and slide is een single van de Britse band Medicine Head. Het is afkomstig van hun vijfde album Thru' a five. Het muzikale duo bestaande uit John Fiddler en Peter Hope Evans had in 1973 een grote hit met One and one is one, Slip and slide was een beetje een nakomertje voor de heren, het was hun laatste hit.
Fiddler zou later opduiken in British Lions en Box of Frogs, muziekproducent Tony Ashton in Paice, Ashton & Lord.

## Hitnotering
In Nederland haalde het de hitparade niet, In België en Engeland net wel.

### Britse single Top 50
| Hitnotering: 9-2-1974 t/m 29-3-1974 | Hitnotering: 9-2-1974 t/m 29-3-1974 | Hitnotering: 9-2-1974 t/m 29-3-1974 | Hitnotering: 9-2-1974 t/m 29-3-1974 | Hitnotering: 9-2-1974 t/m 29-3-1974 | Hitnotering: 9-2-1974 t/m 29-3-1974 | Hitnotering: 9-2-1974 t/m 29-3-1974 | Hitnotering: 9-2-1974 t/m 29-3-1974 | Hitnotering: 9-2-1974 t/m 29-3-1974 |
| Week:                               | 1                                   | 2                                   | 3                                   | 4                                   | 5                                   | 6                                   | 7                                   |                                     |
| ----------------------------------- | ----------------------------------- | ----------------------------------- | ----------------------------------- | ----------------------------------- | ----------------------------------- | ----------------------------------- | ----------------------------------- | ----------------------------------- |
| Positie:                            | 43                                  | 31                                  | 25                                  | 26                                  | 22                                  | 25                                  | 41                                  | uit                                 |

### BelgischeBRT Top 30
| Hitnotering: 30-3-1974 t/m 12-4-1974 | Hitnotering: 30-3-1974 t/m 12-4-1974 | Hitnotering: 30-3-1974 t/m 12-4-1974 | Hitnotering: 30-3-1974 t/m 12-4-1974 |
| Week:                                | 1                                    | 2                                    |                                      |
| ------------------------------------ | ------------------------------------ | ------------------------------------ | ------------------------------------ |
| Positie:                             | 21                                   | 30                                   | uit                                  |